# 교황 아나클레토
교황 아나클레토(라틴어: Anacletus, 이탈리아어: Anacleto)는 제3대 교황(재위: 77년 ~ 88년)이다. 클레토(라틴어: Cletus, 이탈리아어: Cleto)라고도 불린다. 한때 실수로 아나클레토라는 이름의 교황과 클레토라는 이름의 교황이 서로 다른 인물로 여겨져 그의 교황 재위기간이 둘로 나뉘기도 하였다. 사후 기독교의 성인으로 시성되었으며, 축일은 7월 13일이다.

## 생애
1961년 2월 14일 교황청 전례성은 교황 요한 23세의 자의교서 《정비된 법규》(Rubricarum instructum)에 나온 지역 교회력에 따라 성 아나클레토 교황 축일의 날짜를 4월 26일로 바꾸고, 축일명도 ‘성 클레토 교황 축일’로 바꾸어 버렸다. 《로마 순교록》에서는 이 교황의 이름을 오직 클레토라고만 언급하고 있다. 《교황청 연감》에서는 아나클레토와 클레토 두 가지 이름을 모두 수록하였다. 에우세비오와 성 이레네오, 성 아우구스티노, 옵타토 모두 아나클레토와 클레토는 동일인물이라고 주장하였다. 이와는 반대로 4세기에 편찬된 《리베리오 교황 목록》과 《교황 연대표》에서는 아나클레토와 클레토는 서로 다른 인물이라고 기록되어 있다.
고대 그리스어로 클레토는 ‘불림 받은 사람’이라는 뜻이며, 아나클레토(Ανέγκλητος)는 ‘다시 불림 받은 사람’이라는 뜻이다. 아나클레토는 또한 ‘의심할 바 없이 진실됨’이라는 뜻도 가지고 있다.
전해지는 바에 따르면, 아나클레토 또는 클레토는 로마에서 태어났으며 12년 동안 교황으로 재위하였다고 한다.
전승에 따르면, 아나클레토는 비대해진 로마 교회를 15개의 본당으로 나누었다고 한다. 그가 교황으로 재위했을 당시 활동에 대해 오늘날까지 전해지는 몇몇 기록 가운데 하나로는, 그가 사제들을 서품했다는 것이다. 그러나 몇 명의 사제를 서품했는지에 대해서는 알려져 있지 않다.
그의 유해는 오늘날 바티칸 성 베드로 대성전 지하에 안장되어 있다. 《로마 미사 경본》에도 그의 이름(클레토)이 나와 있다.